# Canon EOS 500D
Canon EOS 500D (v Severní Americe Canon EOS Rebel T1i a v Japonsku Canon EOS Kiss X3) je digitální zrcadlovka (DSLR) se snímačem 15,1 Mpix z řady fotoaparátů Canon EOS. Je to následovník fotoaparátu Canon EOS 450D/EOS Rebel XSi a předchůdce typu Canon EOS 550D/EOS Rebel T2i. Do prodeje byl uveden v květnu 2009.

## Vlastnosti
- 15,1 megapixelový CMOS snímač
- obrazový procesor DIGIC IV
- 14bitový převodník signálu
- natáčení videa v rozlišení Full HD (1080p)
- 3.0" LCD displej s podporou Live View
- 9-bodový autofokus
- integrovaný čisticí systém snímače EOS
- kompatibilita s objektivy typu EF/EF-S a blesky EX Speedlite
- sériové snímání rychlostí 3,4 snímků/s